# Pyarthros
Pyarthros, von altgriechisch πύον pyon, deutsch ‚Eiter‘ und altgriech. ἄρθρον arthron, deutsch ‚Gelenk‘, ist eine Ansammlung von Eiter in einem Gelenk aufgrund einer bakteriellen Infektion.
Synonyme sind: Pyarthrose; Gelenkempyem; eitrige Synovialitis; septische Arthritis.

## Ursache
Bei lokaler Gelenkinfektion (primäre Form) kommen infrage:
- Gelenknahe Wunden, Bursitiden oder Hautinfektionen, Panaritien
- offene Frakturen, Verletzung mit Gelenkeröffnung
- Senkungsabszesse (Hüftgelenk)
- Gelenkpunktion, Arthroskopie, Operation
- Postoperatives Hämarthros oder Hämatom
- Implantat mit Sekundärinfektionen

Bei hämatogener Gelenkinfektion (sekundäre Form) finden sich:
- Bei Kindern Staphylokokken oder Haemophilus influenzae, Kingella kingae, Neisserien oder Salmonellen.
- Bei Erwachsenen Neisserien, Staphylococcus aureus, Streptokokken, Enterobakterien, Moraxella osloensis, Streptobacillus moniliformis, Mykobakterien
- Bei Patienten mit Immunschwäche häufiger gramnegative Bakterien

## Klassifikation
Aufgrund der pathologisch-anatomischen Veränderungen können unterschieden werden:
- Stadium I: Gelenkempyem, nur das Gelenkinnere entzündet
- Stadium II: Kapsel-Band-Phlegmone oder Panarthritis, auch Gelenkkapsel und eventuell angrenzende Weichteile entzündet
- Stadium III: Osteoarthritis, Entzündung bis in den gelenknahen Knochen

Nach den klinischen Befunden können unterschieden werden:
- Stadium I (purulente Synovialitis): Gelenk geschwollen, Haut gerötet, glänzend und überwärmt
- Stadium II (Gelenkempyem): stärkere Schwellung und Rötung, starke Schmerzen, Druckschmerz über der Kapsel, Schonhaltung, Fieber
- Stadium III (Panarthritis): massive Weichteilschwellung, extreme Schmerzen, hohes Fieber
- Stadium IV (chronische Arthritis): geringe Entzündungszeichen, Deformierung und diffuse Schwellung, Fistel oder Vernarbung, starke Funktionsbehinderung

Auf der Basis einer Arthroskopie:
- Stadium I: leicht trüber Erguss, Synovialis gerötet, evtl. petechiale Blutungen
- Stadium II: ausgeprägte Synovitis, Fibrinausschwitzungen, eitriger Erguss
- Stadium III: Zottenbildung, Kammerung, Ausbildung eines sog. „Badeschwammes“
- Stadium IV: Synovialmembran wächst infiltrierend in den Knorpel und unterminiert ihn, radiologisch bereits Arrosionen, subchondrale Aufhellungen, Zystenbildungen

## Differentialdiagnose
Abzugrenzen sind:
- Reaktive Arthritis (ohne Erregernachweis im Gelenk) nach bakteriellen oder viralen Infektionen
- postoperative Gelenkirritation
- Hämarthros
- Erkrankung des Meniskus oder des Gelenkknorpels
- Rheumatoide Arthritis
- Aktivierte Arthrose
- Chronische Polyarthritis
- Gicht
- Nekrotisierende Fasziitis
- Gelenknahe oder intraartikuläre Frakturen
- Akute Beinvenenthrombose
- Bursitis
- Hämophilie
- Lockerung eines künstlichen Gelenkes
- Gelenknahe Weichteil- und Knochentumoren
- Allergisch bedingte Synovialitis (Nahrungsmittel, Medikamente)